# Sardis en de Lydische tumuli van Bin Tepe

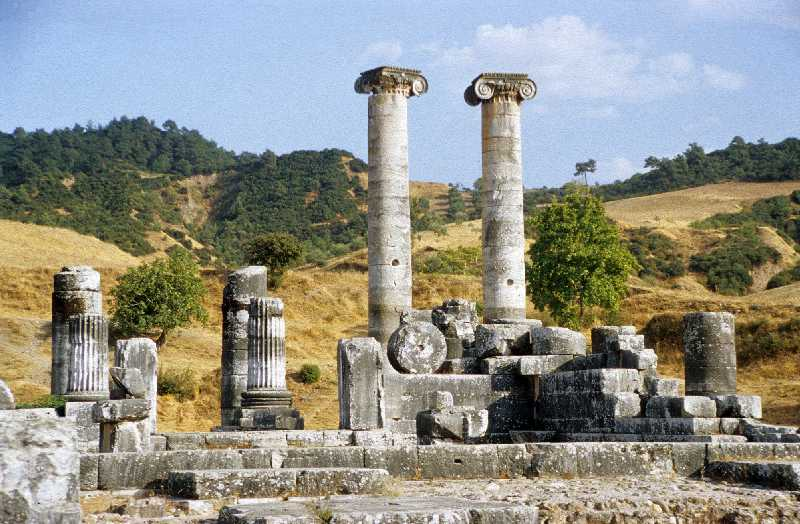

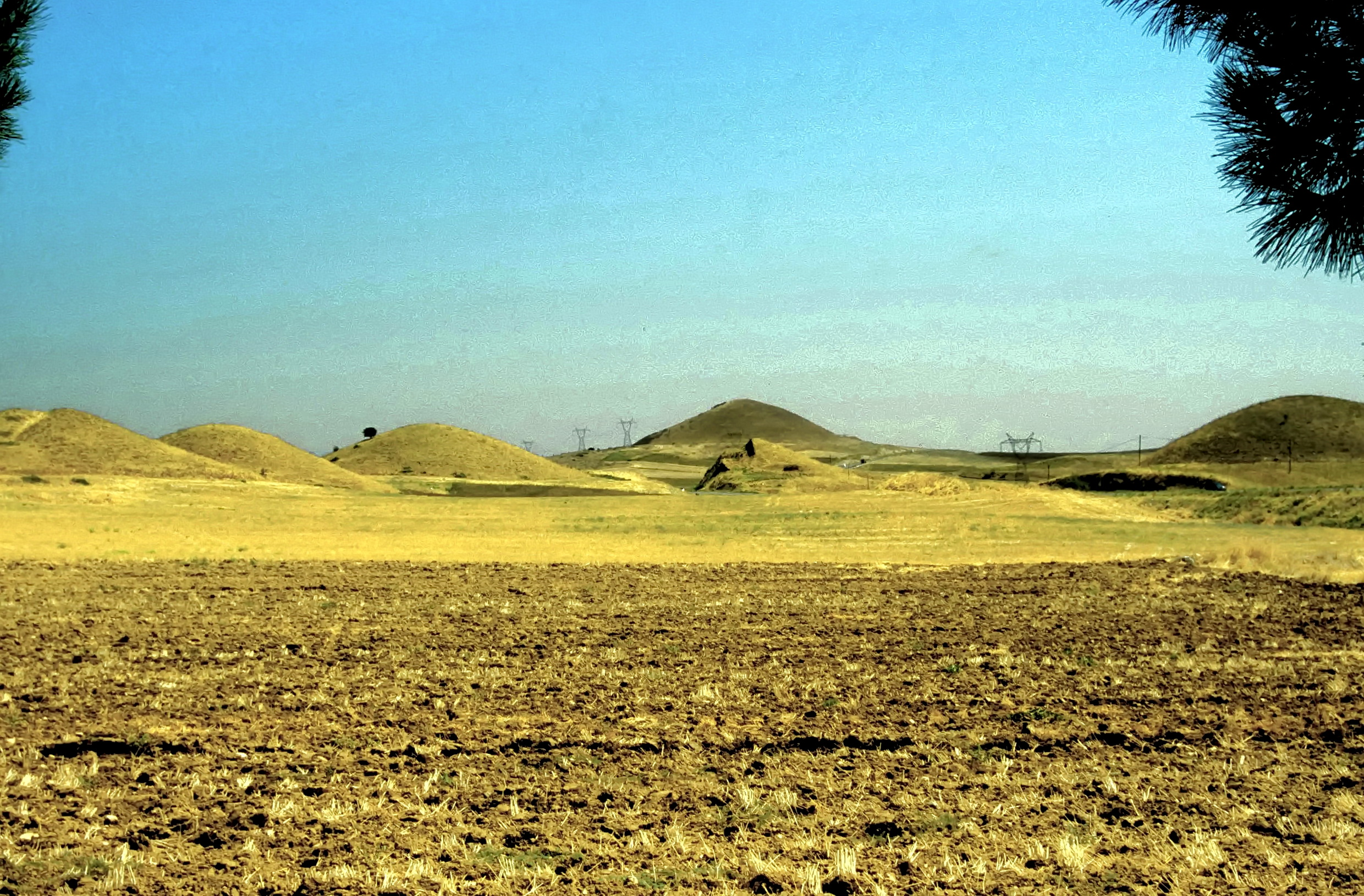

Sardis en de Lydische tumuli van Bin Tepe is omwille van de bijzondere universele waarde een UNESCO werelderfgoedsite. De archeologische opgravingen van Sardis werden samen met de Lydische tumuli van Bin Tepe, met omliggende bufferzones voor een totale oppervlakte van 16.129 hectare, in juli 2025 tijdens de 47e sessie van de Commissie voor het Werelderfgoed in Parijs erkend als UNESCO cultureel werelderfgoed en onder de titel "Sardis en de Lydische tumuli van Bin Tepe" aan de werelderfgoedlijst toegevoegd. De werelderfgoederkenning was gebaseerd op criterium iii, "het draagt een unieke of ten minste een exceptionele getuigenis van een culturele traditie of een samenleving, die nog voortleeft of is verdwenen". Sardis was de hoofdstad van de Lydiërs, een machtige beschaving uit de ijzertijd (8e-6e eeuw v.Chr.) die bekend stond om zijn rijkdom en vroege muntproductie. De stad had een unieke stedelijke structuur met versterkte muren, terrassen en verschillende zones, waaronder nederzettingen, heiligdommen en begraafplaatsen. Op de begraafplaats van Bin Tepe staan enkele van de grootste tumulusgraven ter wereld. De Lydiërs ontwikkelden een aparte taal en religieus systeem en werden veel genoemd in Griekse, Romeinse en Europese teksten. Na hun val bleef Sardis belangrijk onder Perzische, Griekse, Romeinse en Byzantijnse heerschappij.